# Myrtis

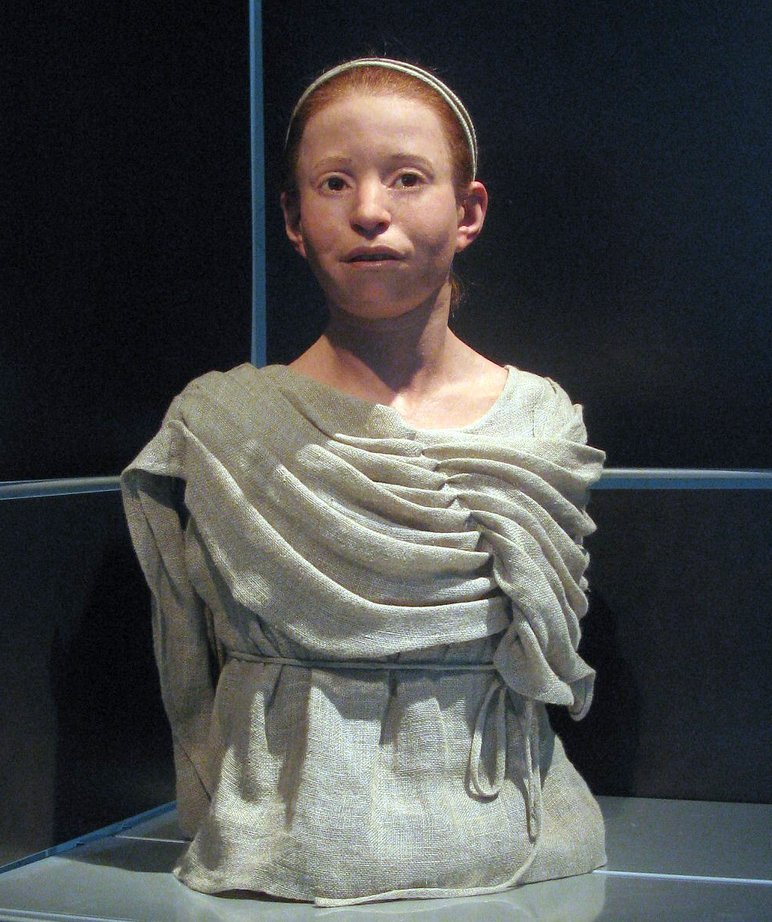
La apariencia reconstruida de Myrtis, Museo Arqueológico Nacional de Atenas.

Myrtis es el nombre dado por los arqueólogos a una niña de 11 años de la antigua Atenas, cuyos restos fueron descubiertos en 1994-95 en una fosa común durante el trabajo para construir la estación de metro en Kerameikos, Grecia. El nombre fue elegido de entre los nombres griegos antiguos comunes. El análisis mostró que Myrtis y otros dos cuerpos que se encontraron en la fosa común habían muerto de fiebre tifoidea durante la Plaga de Atenas en 430 a. C.
El Centro de Información Regional de las Naciones Unidas hizo de Myrtis una amiga de los Objetivos de Desarrollo del Milenio y la utilizó en la campaña de la ONU "Podemos poner fin a la pobreza".

## Reconstrucción

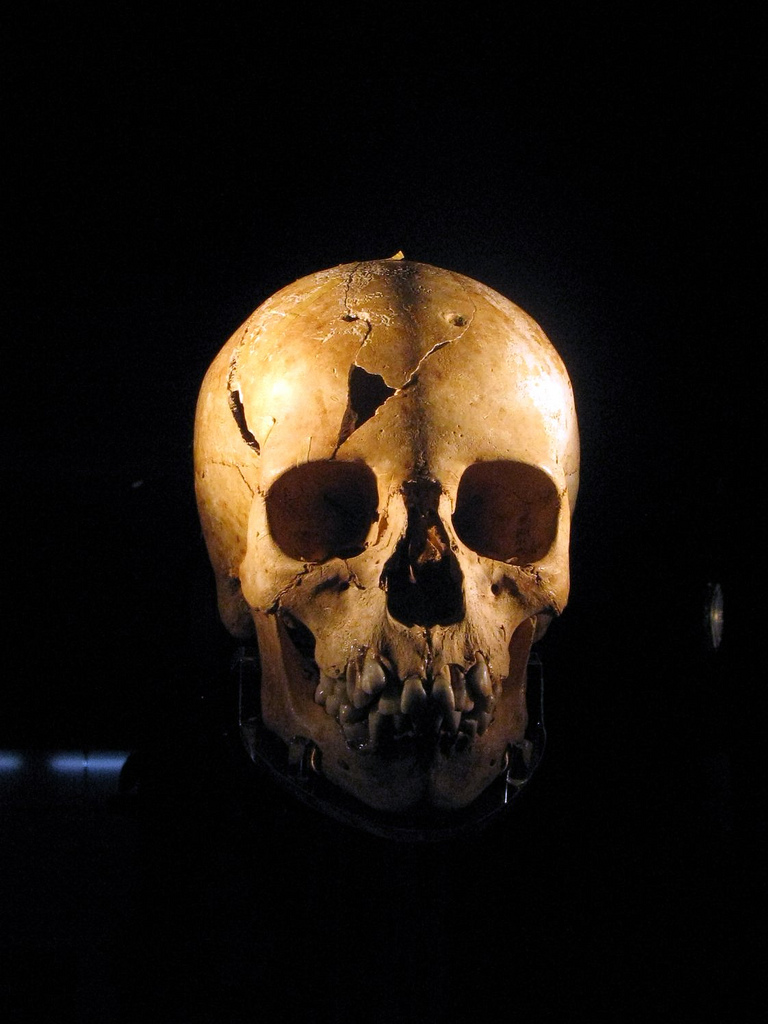
Cráneo de Myrtis

Las pruebas de un esqueleto humano de la época de la Grecia clásica son escasas, ya que la mayoría de los entierros en aquel momento estaban precedidos por la cremación. Antes de Myrtis, no se ha registrado ningún intento de reconstruir la cara de un lego griego antiguo.
El cráneo de Myrtis estaba inusualmente en buen estado y la profesora de ortodoncia griega Manolis Papagrigorakis solicitó la ayuda de especialistas suecos para recrear sus rasgos faciales. Se empleó un escáner especial para la adquisición no invasiva de datos anatómicos de alta resolución del cráneo de Myrtis. 
El volumen del cráneo se determinó en 446 cm³. Después del escaneo, se creó una réplica exacta de su cráneo, que se convirtió en la base para la posterior reconstrucción facial forense.
El proceso de reconstrucción siguió el llamado "método de Mánchester": los tejidos faciales se extendieron desde la superficie del cráneo hacia afuera mediante el uso de marcadores de profundidad para determinar el grosor. La forma, el tamaño y la posición de los ojos, oídos, nariz y boca se determinaron a través de las características de los tejidos esqueléticos subyacentes. Fueron esculpidos 20 músculos diferentes. El grosor de los tejidos faciales se evaluó de acuerdo con los valores promedio tomados de las tablas de referencia correspondientes por edad, sexo y raza. El ancho de la boca y el espesor de los labios se estimaron por el patrón y los atributos craneofaciales esqueléticos del área asociada.
La cara reconstruida de Myrtis recibió ojos marrones y cabello castaño, pero los verdaderos colores de estos solo pueden ser determinados por análisis de ADN. El peinado que le dieron sigue la moda de la época.

## Estado de la dentición
En los restos de Myrtis se observó una maloclusión esquelética y dental de clase II. Otros problemas dentales que se encontraron fueron la erupción labial ectópica de los caninos superiores en mesial a sus dientes predecesores caducos retenidos, la erupción ectópica distal de un primer premolar inferior y un tercer molar inferior faltante.